# Панікаха Михайло Овер'янович
Панікаха Михайло Овер'янович (1914, с. Могилів Новомосковського повіту Катеринославської губернії, згодом Царичанського, нині Дніпровського району Дніпропетровської області   — 2 жовтня 1942, м. Сталінград, нині Волгоград, РФ) — заступник командира відділення першої роти 883-го стрілецького полку 193-ї стрілецької дивізії 62-ї армії, Герой Радянського Союзу.

## Подвиг
2 жовтня 1942 року в бою при обороні заводу «Червоний Жовтень», що у місті Сталінграді, в сторону окопу, в якому перебував Михайло Панікаха, рухалися ворожі танки. Узявши дві пляшки з запальною рідиною, Михайло Панікаха поповз у бік головного німецького танка. Куля потрапила в одну з пляшок, рідина розлилася по тілу та одягу бійця та запалала. Спалахнувши, Михайло Панікаха кинувся на бойову машину і розбив об неї другу пляшку. Німецький танк запалав та зупинився.

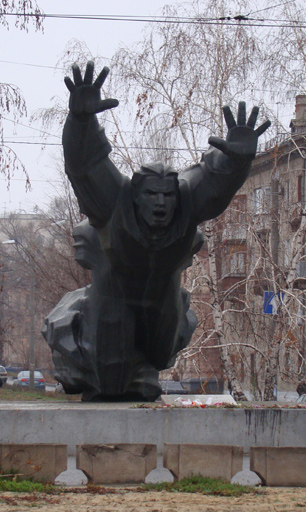
Пам'ятник Панікасі у Волгограді

За цей подвиг Михайло Панікаха у листопаді 1942 року був представлений до звання Героя Радянського Союзу (посмертно), але замість Золотої Зірки Героя його посмертно нагородили орденом Вітчизняної війни I ступеня. 5 травня 1990 року Указом Президента СРСР Михайлу Овер'яновичу Панікасі було присвоєно звання Героя Радянського Союзу (посмертно).

## Біографія
Народився у 1914 році в селі Могилів (нині Дніпровського району Дніпропетровської області) в сім'ї селянина, українець, освіта початкова. Виховували єдиного сина мати Тетяна Овер"янівна і вітчим Іван Никифорович Гришко (1901-1943), мобілізований до війська восени 1943-го й невдовзі загиблий 25 жовтня 1943 під Пушкарівкою Верхньодніпровського району Дніпропетровської області. 
Михайло закінчив у рідному селі початкову школу. Далі вчитись за словами матері хлопцеві не довелося, бо в селі в той час не було ні семирічки. ні десятирічки. Пас корову, допомагав у полі. 
"Літом був нам помічником у всякій роботі, - згадувала мати героя, - І такий, за що візьметься, те й зробить.  Навчився у вітчима й сокирою володіти, і чоботи шити. І швець з нього був дуже добрий".
Михайло Панікаха також працював у колгоспі.

У Червоній армії з 1939 року. Під час німецько-радянської війни брав участь в боях з березня 1942 року. За спогадами матері нацисти спалили в с. Могилів їхню хату, наречену Мишка погнали в Німеччину на роботи. Дізнавшись про це, твердила мати, син почав проситись на передову лінію.  (Тетяна Авер"янівна Гришко. Пишаюсь своїм сином //"Зоря", Дніпропетровськ, 1963).

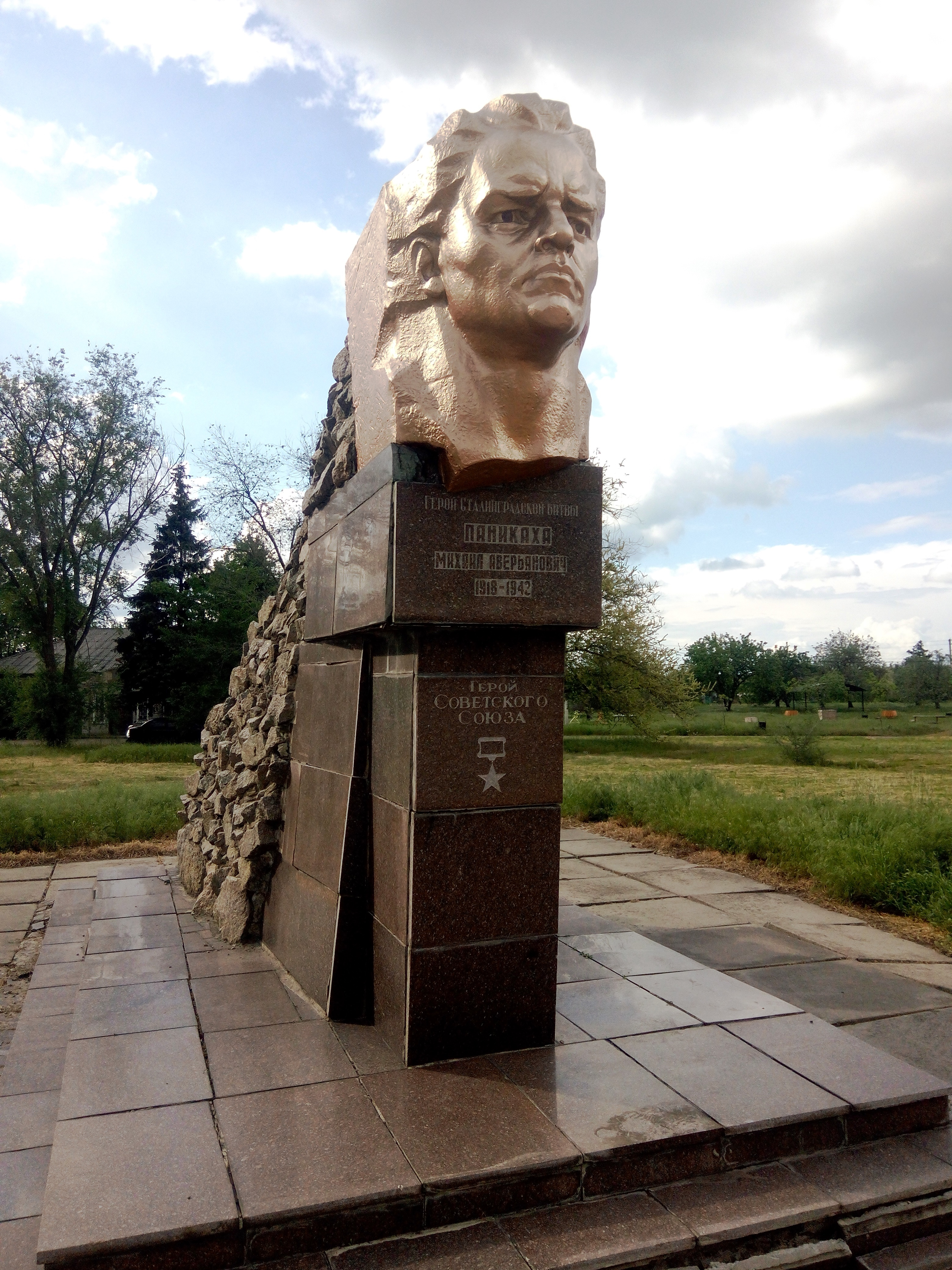
Пам'ятник М. А. Панікахи в селі Могилів.
Скульптор Степан Огій

У ніч на 28 вересня 1942 року на правий берег річки Волга переправилися два полки 193-ї стрілецької дивізії генерал-майора Ф. Н. Смехотворова, які відразу ж були введені в бій на західній околиці селища Червоний Жовтень в місті Сталінград (нині м. Волгоград). Протягом всієї ночі артилерія 62-ї армії вела обстріл Мамаєва Кургану, перешкоджаючи противнику закріпитися на ньому. Вранці 28 вересня, на позиції 883-го стрілецького полку 193-ї стрілецької дивізії обрушили свій удар частини 24-ї танкової і 71-ї піхотної дивізій ворога, але їх атаки були відбиті. В ході відбиття атаки семи танків і групи автоматників, 2 жовтня 1942 року червоноармієць Панікаха пішов на головний танк з гранатою і пляшками із запальною сумішшю. Коли одна з пляшок була розбита осколком ворожого снаряда та одяг запалав факелом, Панікаха кинувся на танк супротивника й, розбивши об його броню іншу пляшку, підпалив його, а сам загинув. Танк запалав та зупинився, решта танків повернули назад.
"Це був подвиг, схожий на подвиг Данко",  - так оцінив вчинок Панікахи маршал Василь Чуйков на урочистому засіданні, присвяченому 20-річчю початку радянсько-німецької війни (1961).
Похований Михайло Панікаха поблизу заводу «Червоний Жовтень» у місті Волгоград.

## Увічнення пам'яті

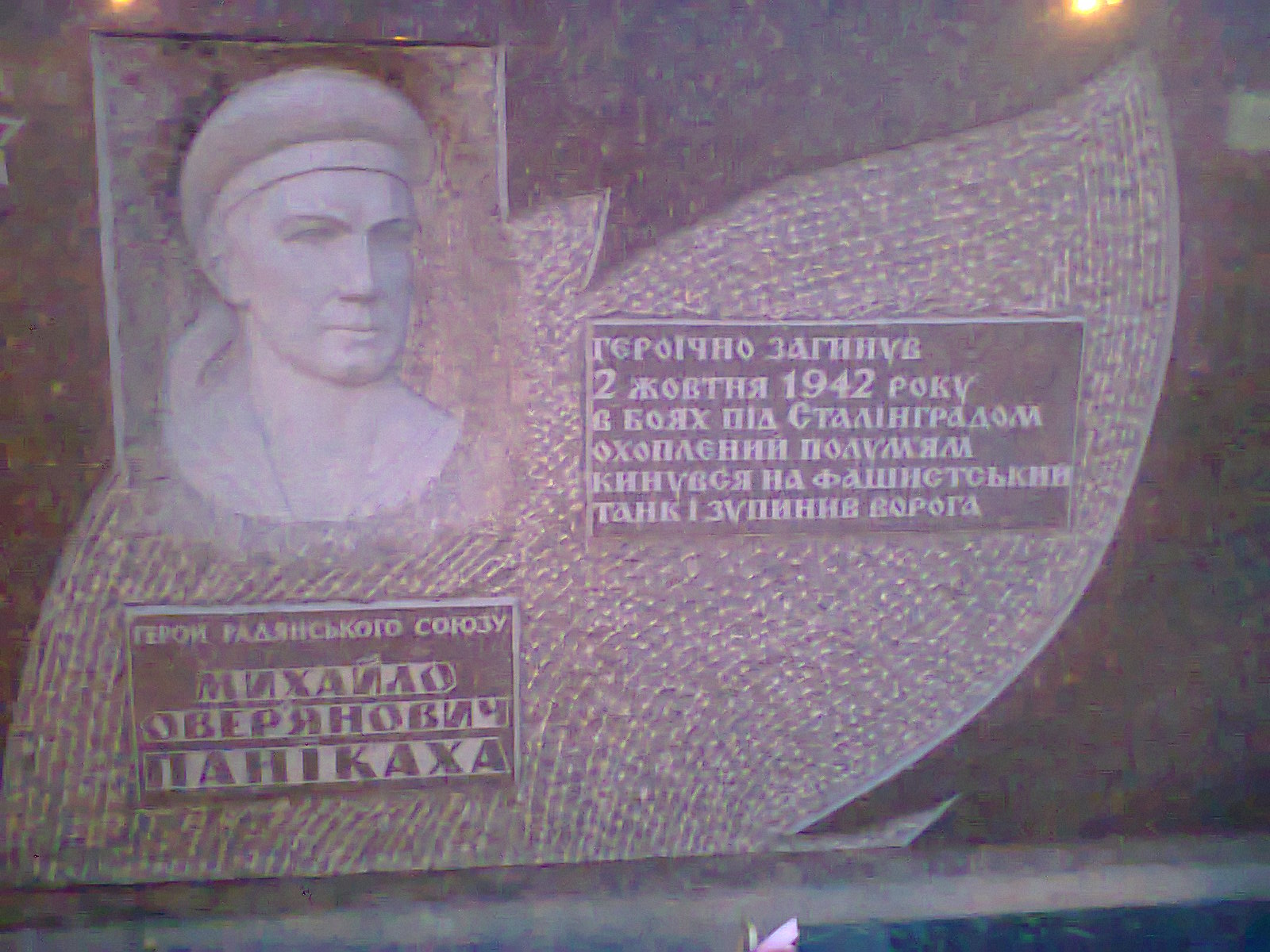
На житловому масиві "Тополя"Пам'ятний знак на честь Михайла Панікахи у місті Дніпро

На місці загибелі Михайла Панікахи встановлено пам'ятник. Одна з вулиць м. Волгограду носить ім'я героя. Його ім'я викарбувано на меморіальній плиті на братській могилі Мамаєва кургану. У рідному селі Могилів встановлено пам'ятний знак.
У місті Дніпро є вулиця Панікахи. А згодом, 16 листопада 2013 року пам'ятний знак встановлений у місті Дніпро на вулиці Панікахи.